# 알레산드로 감베리니
알레산드로 감베리니(이탈리아어: Alessandro Gamberini, 1981년 8월 27일 ~ )는 이탈리아의 옛 축구 선수로서, 포지션은 센터백이었다.

## 축구인 경력

### 선수 경력
볼로냐의 유소년 팀을 거쳐 성인 계약을 체결한 후 1999-2000 시즌 라치오와의 경기에서 데뷔전을 치렀다. 베로나로 임대되었던 1시즌을 포함하여 6시즌 동안 볼로냐 소속으로 활약하였다. 2000년엔 유벤투스가 감베리니의 공동소유권을 보유하기도 하였으나 2002년 다시 볼로냐가 선수의 소유권을 모두 획득하였다.
2004-05 시즌 볼로냐가 강등되자 피오렌티나로 이적하였다. 2005-06 시즌부터 주전 자리를 꿰찼고 2007-08 시즌이 끝난 후에는 피오렌티나 올 시즌의 선수로 선정되었으며 유로 2008 이탈리아 대표팀에도 선발되었다. 2011년 7월 피오렌티나의 새로운 주장으로 선임되었다.